# Aqua Knight
Aqua Knight (水中騎士?, Suichū kishi) è un manga di Yukito Kishiro, sospeso dall'autore al terzo volumetto per lavorare su Alita l'angelo della battaglia.

## Trama
Il mondo di Marmundo è un grosso oceano con poche isole separate dall'altra metà del pianeta da un'enorme cascata nella quale dimora un dragone. In una delle isole c'è un faro mistico protetto da un vecchio, Arabil, che dice di essere il re e da suo figlio, il piccolo Ashika. Sull'isola fa naufragio la giovane cavaliera Ruriha, fresca di accademia e in cerca di imprese per dimostrare di essere un audace aqua knight (ovvero un "cavaliere dell'acqua"). Il ragazzino chiede di diventarne l'apprendista. Per testare il valore della giovane cavaliera, Arabil indossa la sua vecchia armatura da cavaliere e la sfida a duello, ma durante il combattimento la luce del faro viene rubata da Alcantara, sorta di genio folle che rapisce anche il ragazzino.
Sparita la luce, Arabil finisce in punto di morte. Tagmec, Cavaliere dei Morti, emerge dal mare per portare con sé il vecchio, ma prima lui e Arabil incaricano a Ruriha di salvare il ragazzo e la luce. Dal Cavaliere della Morte, Ruriha riceve anche Muerto Gara, il pugnale della morte. Intanto Alcantara prosegue il suo viaggio a bordo della sua fortezza volante, insieme con i suoi servitori, lo scimmiesco Zyclaw, la gentile Zykey e il mostruoso Jigrow, un gigante artificiale che funge da motore della fortezza. Viene mostrata la prigionia di Ashika e apprendiamo del background di Alcantara. La ragazza si scontra con il bizzarro cavaliere demoniaco, intenzionato a rubarle il pugnale Muerto Gara.
Nel terzo volume viene raccontata la storia di Alcantara e la singolare malattia di Zikey, e come tutto questo si leghi al viaggio dello scienziato-gentleman e alle sue ricerche. Alcantara arriva al suo rifugio e lo trova occupato da Ruriha, che lo sfida a duello. Alla fine del duello, Alcantara e Ruriha scoprono che un demone proveniente da un altro mondo si è impossessato della sfera. Ashika ferisce il demone con il pugnale; Arabil e Tagmec sono evocati per combatterlo, insieme all'esercito dei morti. Ruriha colpisce casualmente il demone proprio nel suo punto vitale. Dopo la battaglia, Alcantara scopre che Zykey è guarita. Un vecchio misterioso appare e fornisce la sua spiegazione. Dopo un anno, Alcantara e Zykey stanno per unirsi in matrimonio, ma il giovane genio itinerante scappa dalla cerimonia per continuare le sue folli avventure.

## Personaggi
(In ordine di apparizione)
- Ruriha di Perla, la guerriera rossa.
- Miguma: un'orca da battaglia con tanto di pedigree. È cresciuta insieme a Ruriha. Ha 18 anni, maschio.
- Arabil, il re del faro.
- Ashika
- Shirokuro, orca di Arabil. Ha 45 anni e ha visto innumerevoli battaglie, come testimoniano le sue cicatrici.
- Machire: zio paterno di Ruriha (flashback).
- Drago (senza nome): è immenso.
- Zyfort: residenza mobile di Alcantara.
- Alcantara: giovane genio errante dall'ego smisurato e qualche disordine bipolare. Veste abiti settecenteschi.
- Zyclaw (o Zycrow): servo di Alcantara dalle fattezze e l'agilità scimmiesca.
- Zykey: serva di Alcantara. A parte la testa, tutto il resto del corpo è nascosto dagli abiti e le mani sono artificiali.
- Nisel: la sfera di luce. Arabil afferma che è sua moglie e la madre di Ashika.
- Jigrow: motore vivente, gigantesco essere artificiale creato da Alcantara.
- Esercito di morti
- Tagmec: il Cavaliere della Morte.
- Muerto Gara: pugnale della morte.
- Mostri marini.
- Chakuda di Utan: mago.
- Lord Basso di Sontack: il cavaliere demoniaco, un tipo strambo.
- Zuma, il Gatto Azzurro. Guardiano di Lord Basso.
- Servitori del castello.
- Gargola Geheda: spada demoniaca. Appartiene a Lord Basso.
- Arlac: il cavaliere del sole. Padre di Ruriha e cerimoniere del regno di Enorme. Appare in un flashback.
- Ibri: la cavaliera di diamante, signora dell'Isola di Perla. Moglie di Arlac e madre di Ruriha.
- Pinoke: fata e guardiana di Ruriha.

Nel volume 3 appaiono altri personaggi, cui non è stato dato un nome ufficiale in italiano.
- Zihowl: fratello maggiore di Zyclaw (o Zycrow) e quindi servo di Alcantara.
- Augustus: amico di Alcantara (compare nel flashback).
- Demone.
- Vecchio.

## Edizioni
In Italia i diritti del manga sono stati acquistati dalla Planet Manga che ha pubblicato i primi due numeri nel settembre e nel novembre 2000, mentre il terzo è uscito il 29 aprile 2010.